# Heliotropium angiospermum
Heliotropium angiospermum es una especie de planta herbácea perteneciente a la familia de las boragináceas. Es originaria de América.

## Descripción
Es una planta herbácea u ocasionalmente arbusto de hasta 2 m de alto, tallos pubescentes. Hojas angostamente elípticas a elípticas u ovadas,  ápice agudo a ligeramente acuminado, base aguda a cuneada y decurrente, márgenes enteros. Inflorescencias por lo general en cimas helicoidales no ramificadas u ocasionalmente ramificadas una sola vez. Frutos ovoides, 1–2 mm de largo, tuberculados, 2-lobados, separados en 2 nuececillas al madurar.

## Distribución y hábitat
Esta planta es originaria del sur de Estados Unidos de América, Chile y Bolivia. Habita en climas cálido y semicálido desde el nivel del mar hasta los 700 m s. n. m. Está presente en áreas de vegetación perturbada y crece a orillas de caminos, asociada al bosque tropical caducifolio, subcaducifolio, subperennifolio y perennifolio, además de matorral xerófilo.

## Propiedades
Se usa en padecimientos del aparato digestivo, como colitis, diarrea, empacho o gastroenteritis. Con mayor frecuencia se le emplea para curar la disentería, en México.
Química
Esta planta se caracteriza por la presencia de alcaloides. De la planta completa se han aislado los alcaloides de pirrolizidina lindelofidina, hidroxi-metil-l-2-epopxi-pirrolizidina, retronecina, supinidina y tachelantamidina. De la hoja, los alcaloides espermidina, espermina, y putrecina, y de la inflorescencia, sólo los dos primeros. En el tallo y las hojas se han detectado la presencia de alcaloides de pirrolizidina.

## Taxonomía
Heliotropium angiospermum fue descrita por Martin Vahl y publicado en Prodromus Designationis Stirpium Gottingensium 217–219. 1770.
Etimología
Heliotropium: nombre genérico que deriva de Heliotrope (Helios que significa en griego "sol", y tropein que significa "volver") y se refiere al movimiento de la planta mirando al sol.
angiospermum: epíteto latíno
Sinonimia
- Heliophytum parviflorum (Murray) DC.
- Heliophytum portoricense Bello
- Heliotropium foetidum Salzm. ex DC.
- Heliotropium humile Lam.
- Heliotropium lancifolium Sessé & Moc.
- Heliotropium latifolium Willd. ex Lehm.
- Heliotropium oblongifolium M.Martens & Galeotti
- Heliotropium parviflorum L.
- Heliotropium patibilcense Kunth
- Heliotropium rugosum M.Martens & Galeotti
- Heliotropium scorpioides Kunth
- Heliotropium synzystachyum Ruiz & Pav.
- Schobera angiosperma (Murray) Britton
- Schobera angiosperma (Murray) Scop.
- Schobera hirsuta Raf.
- Synzistachium peruvianum Raf.
- Tournefortia synzystachya (Ruiz & Pav.) Roem. & Schult.[3]

## Nombres comunes
En México: Cola de alacrán, alacrancillo, cola de gato, hierba del sapo, rabo de alacrán y rabo de mico.